# Reithallenberegnung

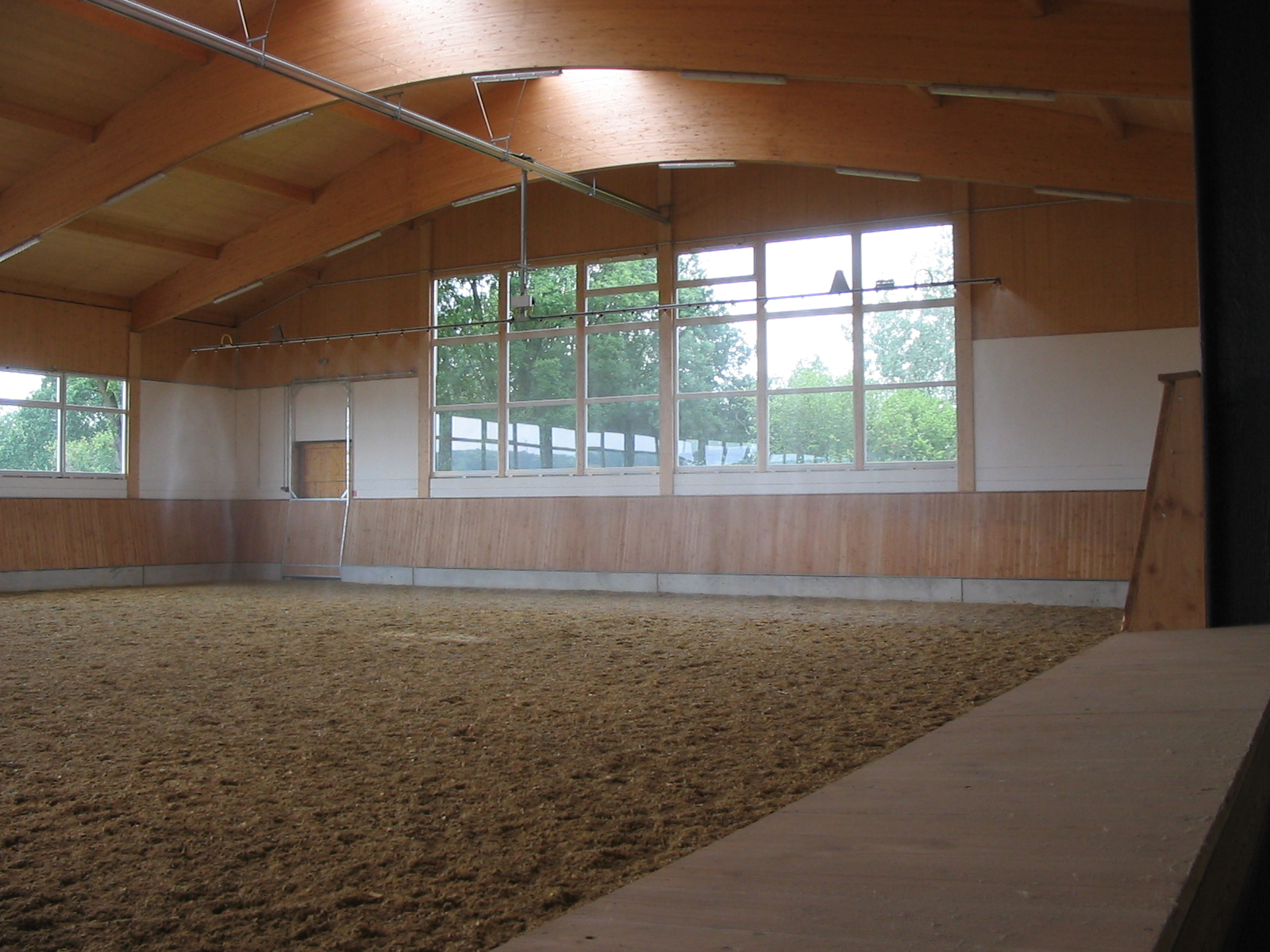
Fahrbare Reithallenberegnung mit Düsenbalken

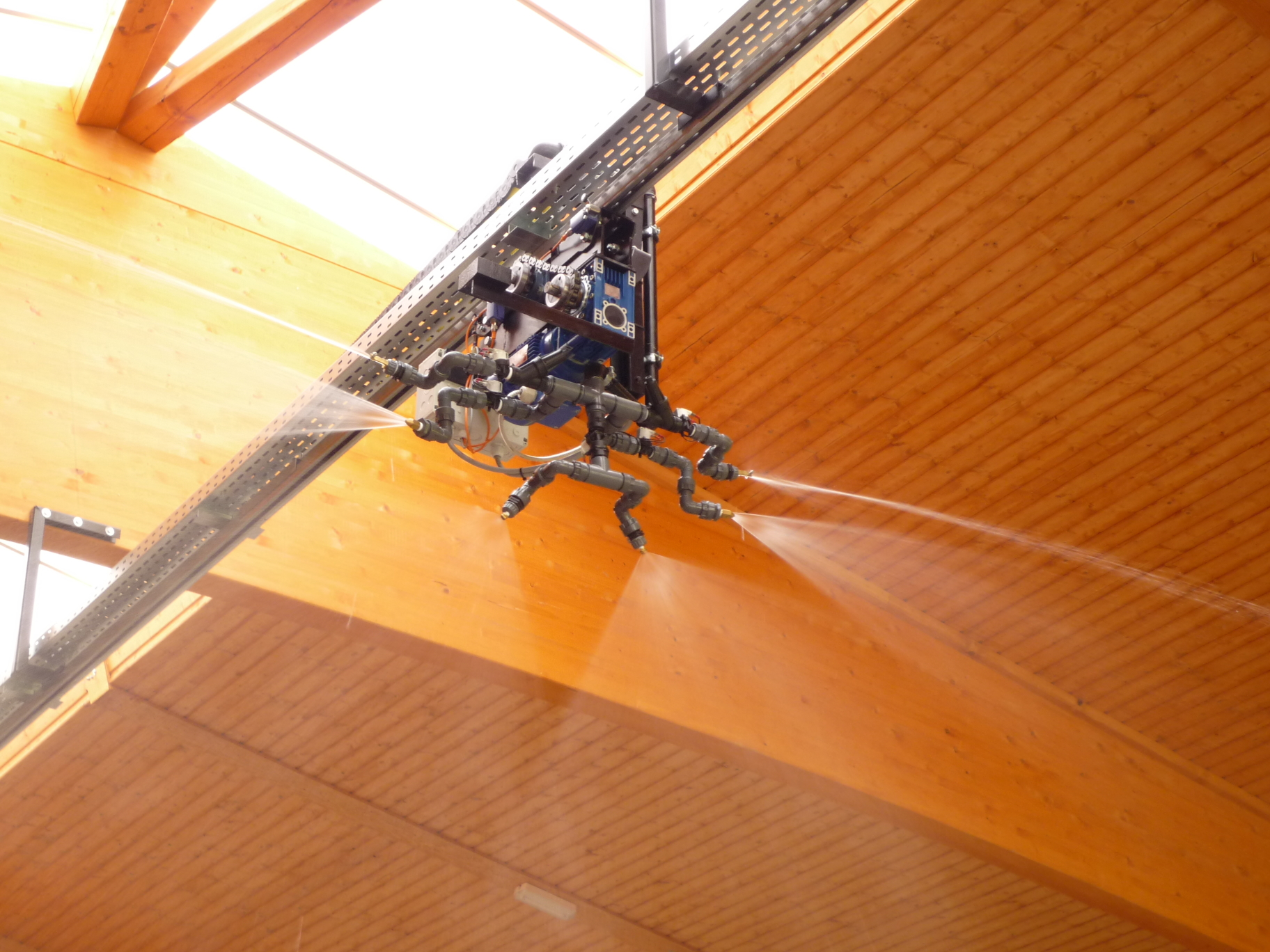
Fahrbare Reithallenberegnung mit Sprühkreuz

Eine Reithallenberegnung ist ein Bewässerungssystem für Reithallen. Sie dient der Staubbindung und der Feuchtigkeitsregulierung von Reitböden in Reithallen.

## Grundsätzliches
Die meisten in Reithallen verwendeten Böden sind Sandböden, die als reines Naturprodukt oder mit Zusätzen in Form von Holzhackschnitzeln oder Geotextilien verbaut werden. Zu Zwecken der Staubbindung muss der Reitboden feucht gehalten werden, um  Reiter und Pferd vor Atemwegserkrankungen zu schützen. Eine weitere Funktion der Reithallenberegnung ist die Erhaltung von spezifischen Tret- und Federungseigenschaften des Reitbodens. Dabei kommt es vor allem darauf an, dass die Reithallenberegnung besonders gleichmäßig arbeitet und eine individuelle Beregnung einzelner Sektionen zum Ausgleich von Sonneneinstrahlung und Luftströmungen möglich ist.
Der Reitboden muss auf der gesamten Reitfläche den gleichen Feuchtigkeitsgrad aufweisen. Eine ungleichmäßige Reithallenberegnung hat zur Folge, dass der Reitboden in einer Reithalle unterschiedliche Festigkeiten aufweist. Somit ist es für das Pferd sehr schwierig, eine gute Leistung zu bringen. An besonders trockenen oder nassen Stellen kann ein Pferd ins Rutschen kommen und sich dabei Verletzungen zuziehen.
Aufgrund der heutigen Anforderungen an Sportpferde und deren Trainingsbedingungen sind bei der Planung von neuen Reithallen die Beregnungsanlagen in der Kostenkalkulation zu berücksichtigen.

## Systeme

### Seitenregner

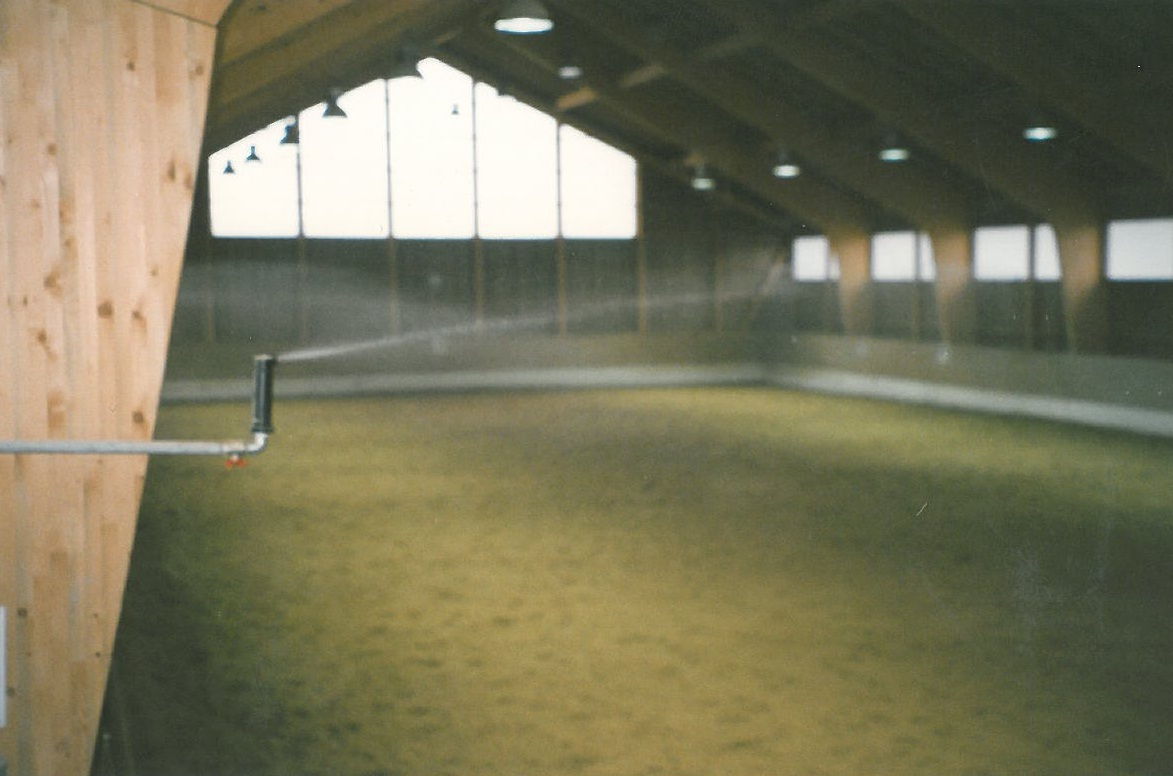
Seitenregner

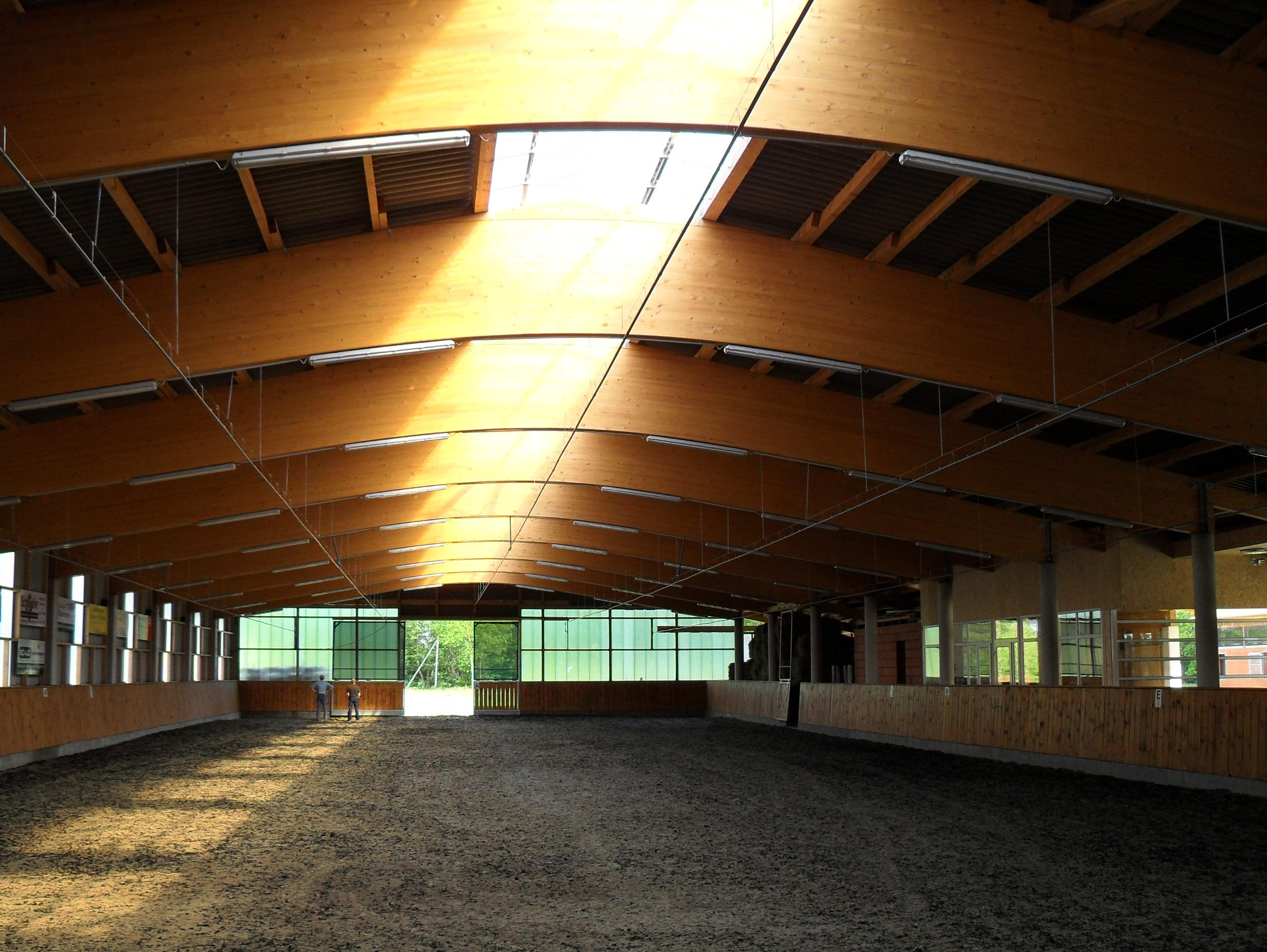
Düsenrohranlage

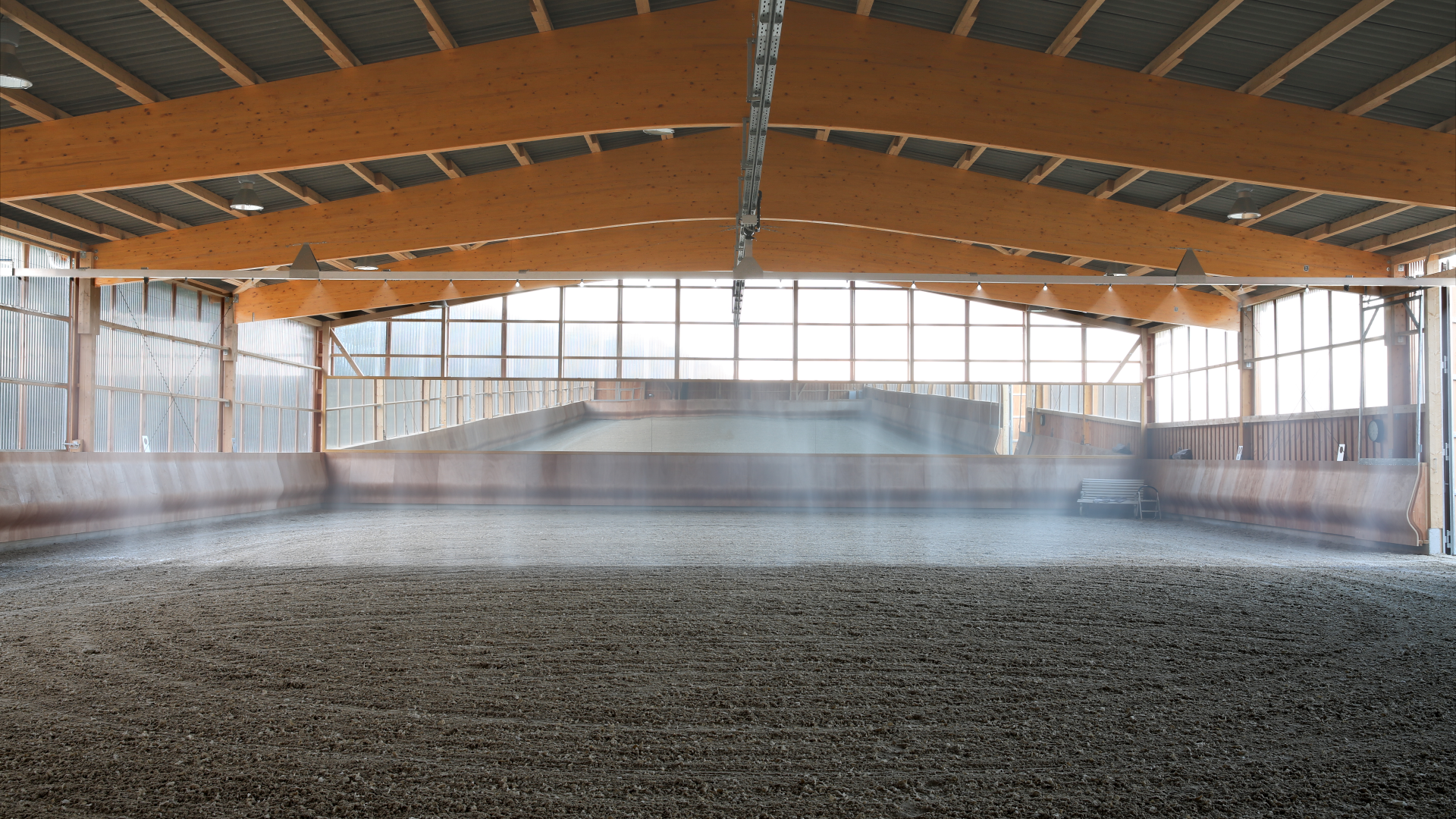
Beregnungsbild eines Sprühbalkens über die gesamte Hallenbreite

Oberhalb der Reitbande sind mehrere Schwinghebelregner oder Getrieberegner montiert. Die in der Ecke sitzenden Regner sprühen im 90°-Winkel, alle anderen Regner sprühen im 180°-Winkel. Da es sich bei den Regnern um einen radialen Arbeitsbereich handelt, also viertel- oder halbkreisförmig, und die Reitfläche stets rechteckig ist, entstehen Bereiche, die einfach, doppelt und mehrfach beregnet werden. Somit ist diese Form der Reithallenberegnung sehr ungenau. Eine Beregnung einzelner Sektionen ist nur bedingt möglich.

### Düsenrohre
Unterhalb des Daches einer Reithalle werden längsseits mehrere Rohre, in der Regel aus PVC, montiert. Eine Reithallenberegnung für eine Reitfläche der Maße 20 × 40 m besteht normalerweise aus fünf parallel angeordneten Rohren. Auf diesen Rohren sind in gleichbleibenden Abständen die Düsen montiert. Da bei gängigen Düsenrohranlagen die Rohre einzeln anzusteuern sind, ist eine sektionale Beregnung möglich.

### Fahrbare Anlagen
Bei fahrbaren Reithallenberegnungen wird unter dem Dachfirst eine Laufschiene montiert, auf der eine von einem Elektromotor angetriebene sogenannte Lokomotive sitzt. An dieser Lokomotive wird meistens ein Düsenbalken oder Sprühkreuz montiert. Der Düsenbalken ist von seiner Funktionsweise ähnlich wie eine landwirtschaftliche Feldspritze und zeichnet sich hierdurch durch eine besonders hohe Gleichmäßigkeit in der Beregnung aus. Das Sprühkreuz beregnet die Reitfläche aus der Mitte heraus mit sechs Düsen, durch die separate Ansteuerung der Düsen kann auch diese Beregnung in viele einzelne Bereiche aufgeteilt werden. Dies ist besonders bei Reithallen mit unterschiedlicher Abtrocknung der Tretschicht von Vorteil. Da fahrbare Reithallenberegnungen in der Regel mit einer elektronischen Steuerung ausgestattet sind, können einzelne Sektionen sowohl in Quer- als auch in Längsrichtung separat beregnet werden. Das ist ein Vorteil vor allem in Reithallen mit verglasten Giebeln, häufig offen stehenden Toren und Lichtfirsten. Fahrbare Reithallenberegnungen sind seit Ende der 1990er Jahre auf dem Markt und werden den modernen Anforderungen im Reitsport gerecht.

### Beregnungsmaschinen

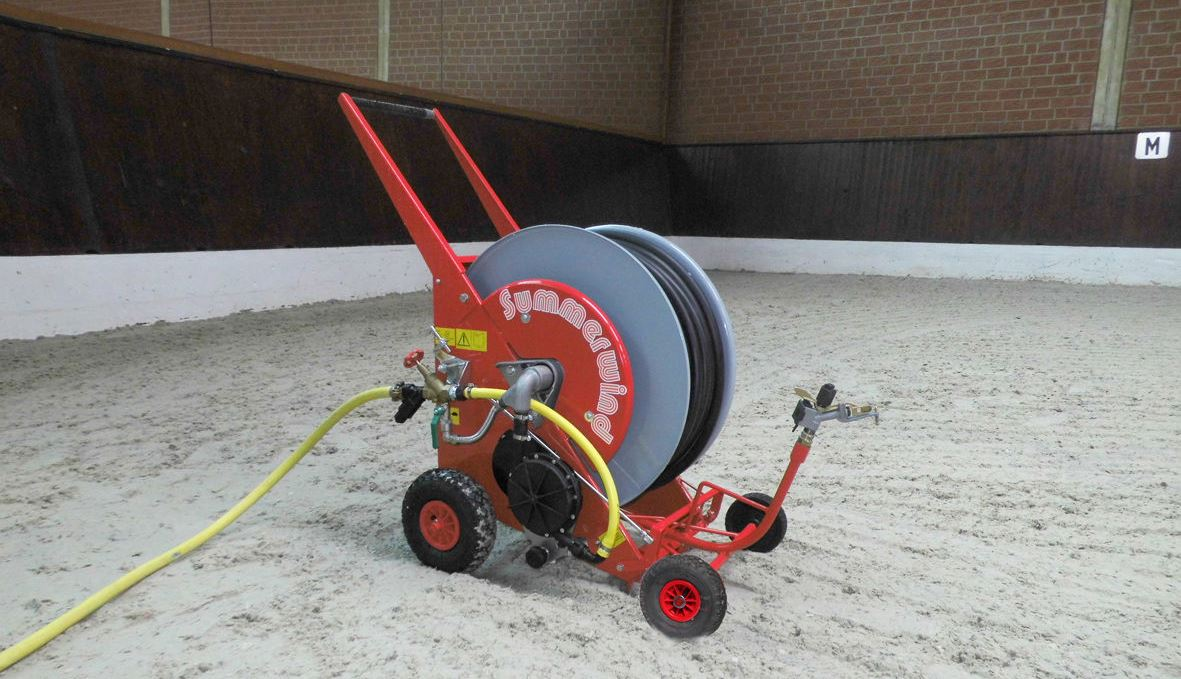
Beregnungsmaschinen

Beregnungsmaschinen, die über keine fest installierten Bewässerungssysteme verfügen, kommen auch in Reithallen zum Einsatz. Sie rollen sich automatisch während des Beregnungsprozesses auf, so dass eine gleichmäßige Befeuchtung des Reitbodens gewährleistet ist. Die Abschaltung erfolgt ebenfalls automatisch am Ende des Beregnungsprozesses. Für moderne Systeme ist ein Hauswasseranschluss ausreichend, da diese bereits mit 2 bar Wasserdruck arbeiten. Beregnungsmaschinen sind in der Regel eher für den Außeneinsatz, z. B. auf Reitplätzen geeignet.